# Berzéte
Berzéte (szlovákul Brzotín) község Szlovákiában, a Kassai kerület Rozsnyói járásában.

## Fekvése
Rozsnyótól 3 km-re délnyugatra, a Sajó jobb partján található.

## Élővilága

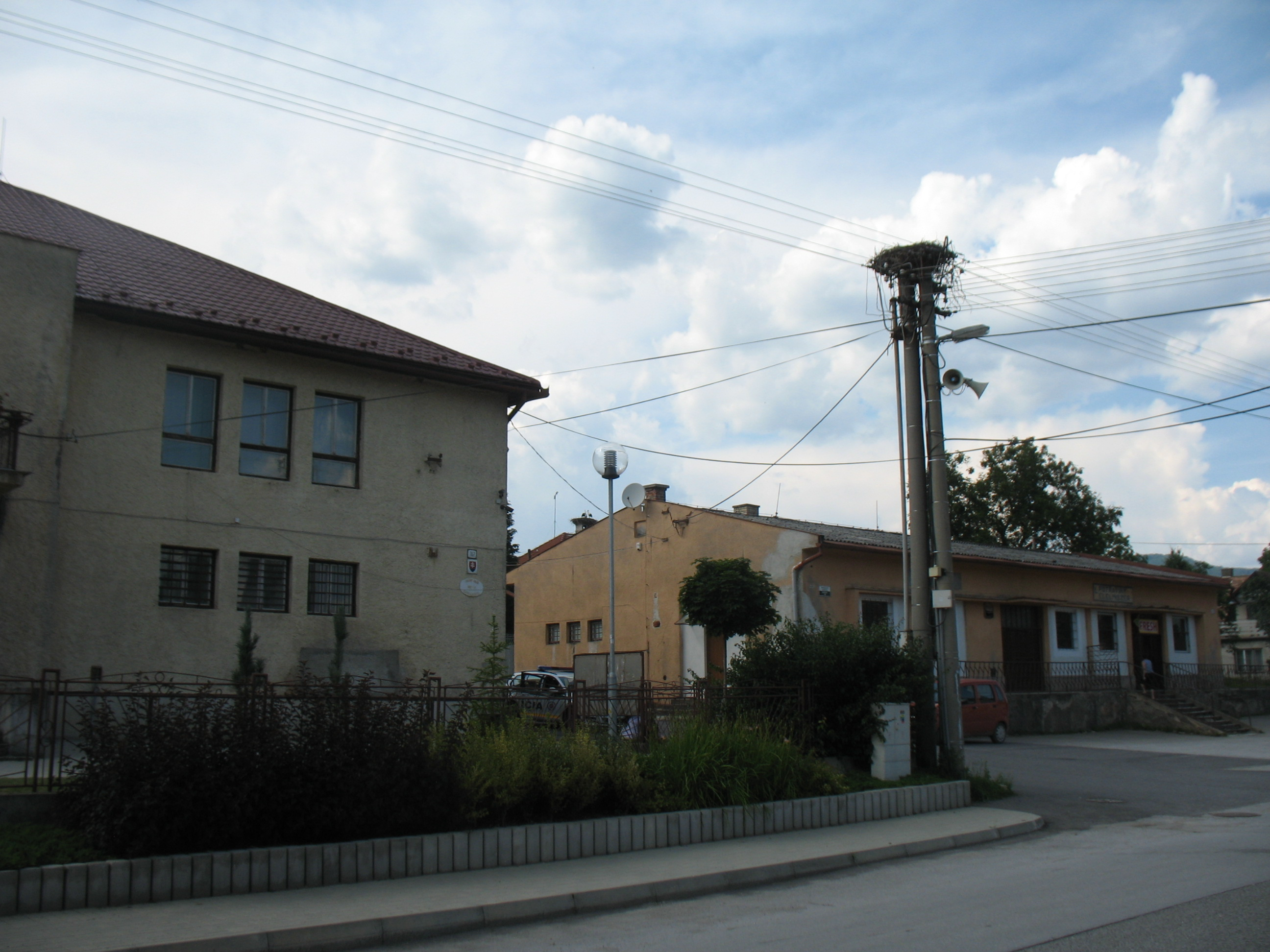
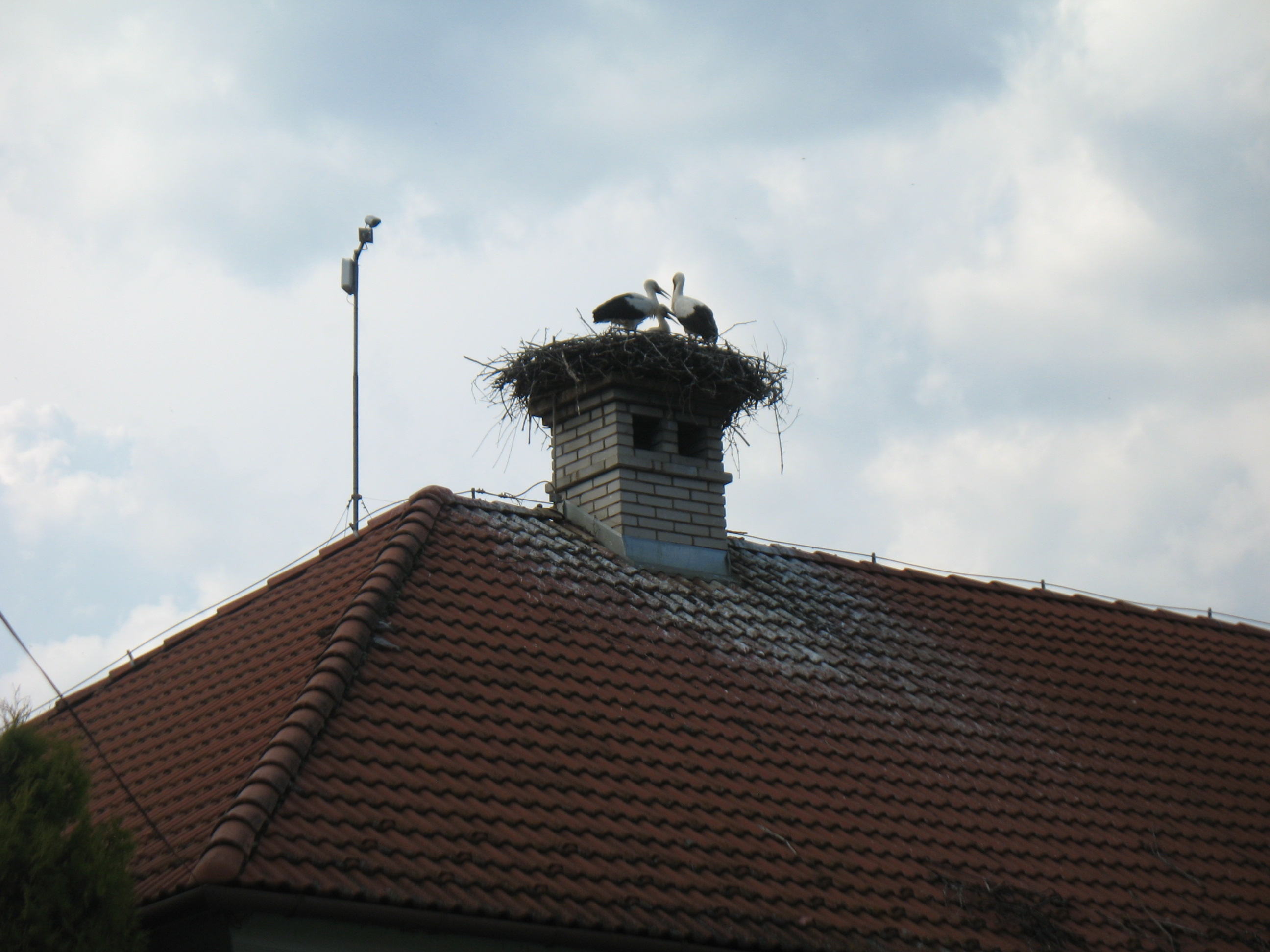
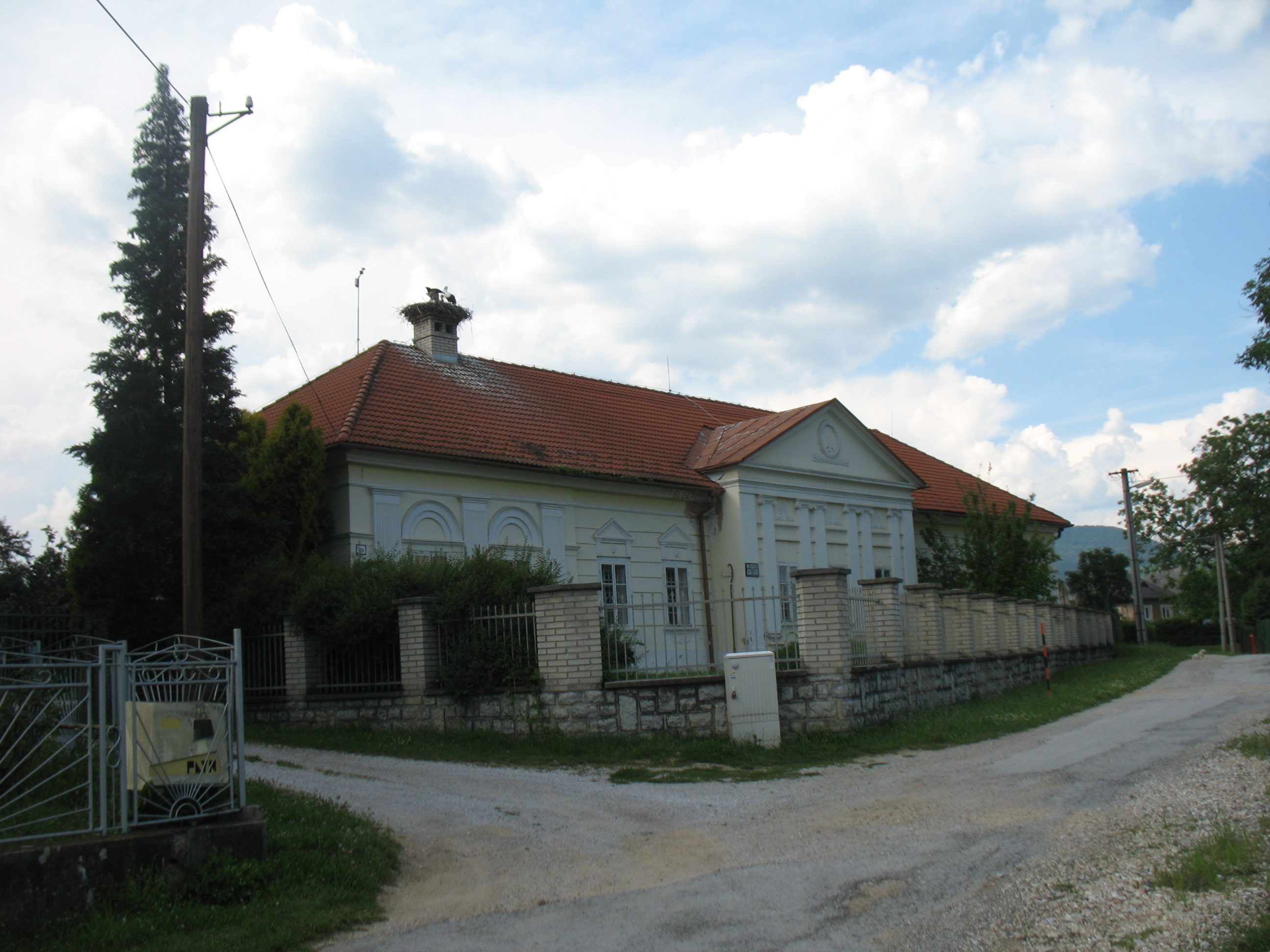

A faluban 2 gólyafészek van. 2014-ben 3 gólyafiókát számoltak meg az egyik fészekben.

## Története
A falu írott forrásban 1242-ben „Berzethe" néven szerepel először, amikor aranyat bányásztak a határában. A Bebek, majd 1293-tól a Máriássy család birtoka, ekkor „Berzete" alakban szerepel.
Várát 1311-ben említik, valószínűleg az Ákos nembeli Fülöp, vagy fia Lukács építtette. A 14. század folyamán elpusztulhatott, csak 1475-ben említik újra. 1556-ban elfoglalta a török, majd 1573-ig rablólovagok uralma alatt állt, ekkor azonban a törökök elfoglalták és lerombolták. Csak csekély romjai láthatók.
A faluban a 14. században vámszedőhely volt, ahol a Szepesség felé menő úton vitt árukat vámolták. 1557-től a falu a töröknek fizetett adót. A falu lakói később bányászattal, állattenyésztéssel foglalkoztak.
A 18. század végén Vályi András így ír róla: „BERZÉTE. Magyar falu Gömör Vármegyében, földes Ura Márjási Uraság, lakosai katolikusok is, de leg inkább reformátusok, és evang. fekszik Rozsnyótól északra, Szalócztól délre fél órányira, meszsze terjedő szántó földgyei vannak Sajó vize folyása mellett, ’s erdővel is bír; lakosainak egy része szekerességgel is keresi kenyerét a’ Rozsnyaiaknak portékáikat eladás végett horván. Nevezetesek itten az úgy nevezett Faisz, és Kalmár leg jobb vasat verő hámorok, földgye, ha trágyáztatik, bőven terem gabonát, sőt két nyomása árpát is, réttyei jók, piatzozása közel Rozsnyón, legelője elég, fája tűzre, és épűletre, gyümöltsös kertyei termők, pénzt kereshetnek két nagy, és egy kisebb vas hámoraiban, malma kettő, első Osztálybéli."
Bányáiból termelt vas feldolgozására a 19. században vasolvasztó kemencék működtek. Nagyolvasztóját 1847-ben építették. 1828-ban 164 házában 1211 lakos élt. A vasfeldolgozás a 19. század végén fejeződött be.
A 19. század közepén Fényes Elek eképpen írja le: „Berzéthe, magyar falu, Gömör és Kis-Honth egyesült vármegyékben, Rozsnyóhoz délre 1/2 órányira: 386 kath., 825 ref. lak. Ref. anyatemplom. Lakosai főképen földmivelésből élnek és fuvaroznak. F. u. a Máriássy nemzetségbeliek, kiknek itt 3 kastélyuk van. Ut. p. Rozsnyó."
Borovszky monográfiasorozatának Gömör-Kishont vármegyét tárgyaló része szerint: „Berzéte, sajómenti magyar kisközség, körjegyzőségi székhely; 151 házzal és 1038 róm. kath. és ev. ref. vallású lakost számlál. Egyike a vármegye legrégibb községeinek s már a XIII. század elején koronabirtok volt. 1423-ban IV. Béla király Bebek Detrének és Fülöpnek adományozza. 1416-ban a Gömöry család az ura, majd nem sokkal ezután pelsőczi Nagy János kir. tárnokmester. Ekkor már Castrum Berzethe néven említik az oklevelek. 1430-ban Zsigmond király a Perényieknek adományozza, azonban 1489-ben már Máriássy Istvánt iktatják a vár és tartozékai birtokába. 1427-ben 53 portája volt a községnek, azonkívül vámhely is volt, a mi azt igazolja, hogy már akkor jelentékeny helység lehetett. A XV. században a gombaszögi pálosoknak is van itt birtokuk és a község határában, magas sziklacsúcson állott kolostoruk is, melynek azonban már csak csekély romja látható. E község a pápai tizedszedők jegyzékében Besete néven van említve. A Máriássyak itt ma is birtokosok. Kivülök még pelsőczi Hámos László főispánnak és Pósch Gyulának van itt nagyobb birtoka. A községben több kastély és régi kúria van. Hámos László főispán kastélyát 1780 körül Máriássy Ferencz építette. Okolicsányi Zsedényi Ede és neje Máriássy Margit kastélyát Máriássy Márk 1720-ban, Máriássy Gézáét 1836-ban Máriássy István, Máriássy Irén úrilakát 1880-ban férje Gundelfingen Luczián, Hámos Lajos örököseinek úrilakát pedig 1780 körül Máriássy Károly, végül Posch Gyula úrilakát 1837 körül Máriássy Jób. A későbbi páloskolostor előbb vár volt, melyet Bebek Pál építtetett. Halastó nevű dűlője is még a Bebekek korából való; itt volt e nagynevű család halastava, melyet később a pálosok is használtak. A községben két templom van. A róm. kath. templom 1803-ban épült, az ev. ref. templom pedig 1420 körül, de csak a XVI. században fejezték be teljesen. A református egyháznak értékes aranyozott ezüst-kelyhe van, melyet Máriássy Ferencz és neje Debreczeny Judit 1631-ben ajándékoztak az egyháznak. Az úrasztali ezüsttányéron is a Máriássyak czímere van. A községhez tartoznak Bak (gőzmalom), Harangozó és Vasgyár telepek, mely utóbbi vasolvasztó és a rimamurány-salgótarjáni vasmű r. t. tulajdona. Posta és vasúti megállóhely; távíróhivatala Rozsnyó."
A trianoni békeszerződésig Gömör-Kishont vármegye Rozsnyói járásához tartozott. 1938 és 1945 között újra Magyarország része.

## Népessége
| Év:            | 1994. | 2004.    | 2014.   | 2024.   |
| -------------- | ----- | -------- | ------- | ------- |
| Emberek száma: | 1132  | 1268     | 1347    | 1360    |
| Eltérés:       |       | +12,01 % | +6,23 % | +0,96 % |

| Év:            | 2023. | 2024.   |
| -------------- | ----- | ------- |
| Emberek száma: | 1357  | 1360    |
| Eltérés:       |       | +0,22 % |

1910-ben 1171-en lakták, melyből 1155 magyar és 15 szlovák volt.
2001-ben 1238 lakosából 535 szlovák, 495 magyar és 191 cigány volt.
2011-ben 1316 lakosából 629 szlovák, 555 magyar és 73 cigány volt.
2021-ben 1336 lakosából 863 szlovák, 359 magyar (26,8%), 40 cigány, 7 cseh, 1 rutén, 1 lengyel, 1 osztrák, 64 ismeretlen nemzetiségű volt.

## Nevezetességei

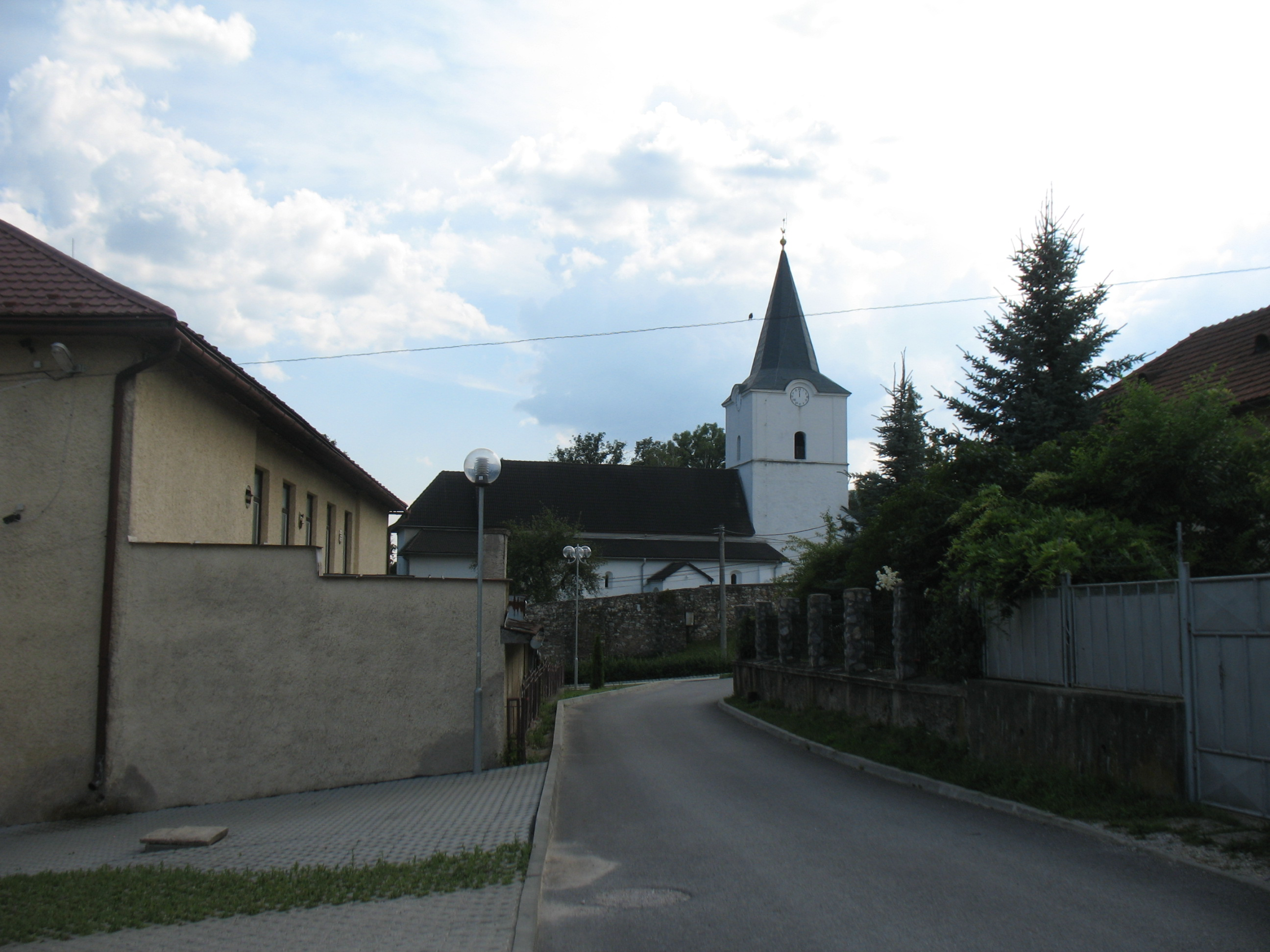
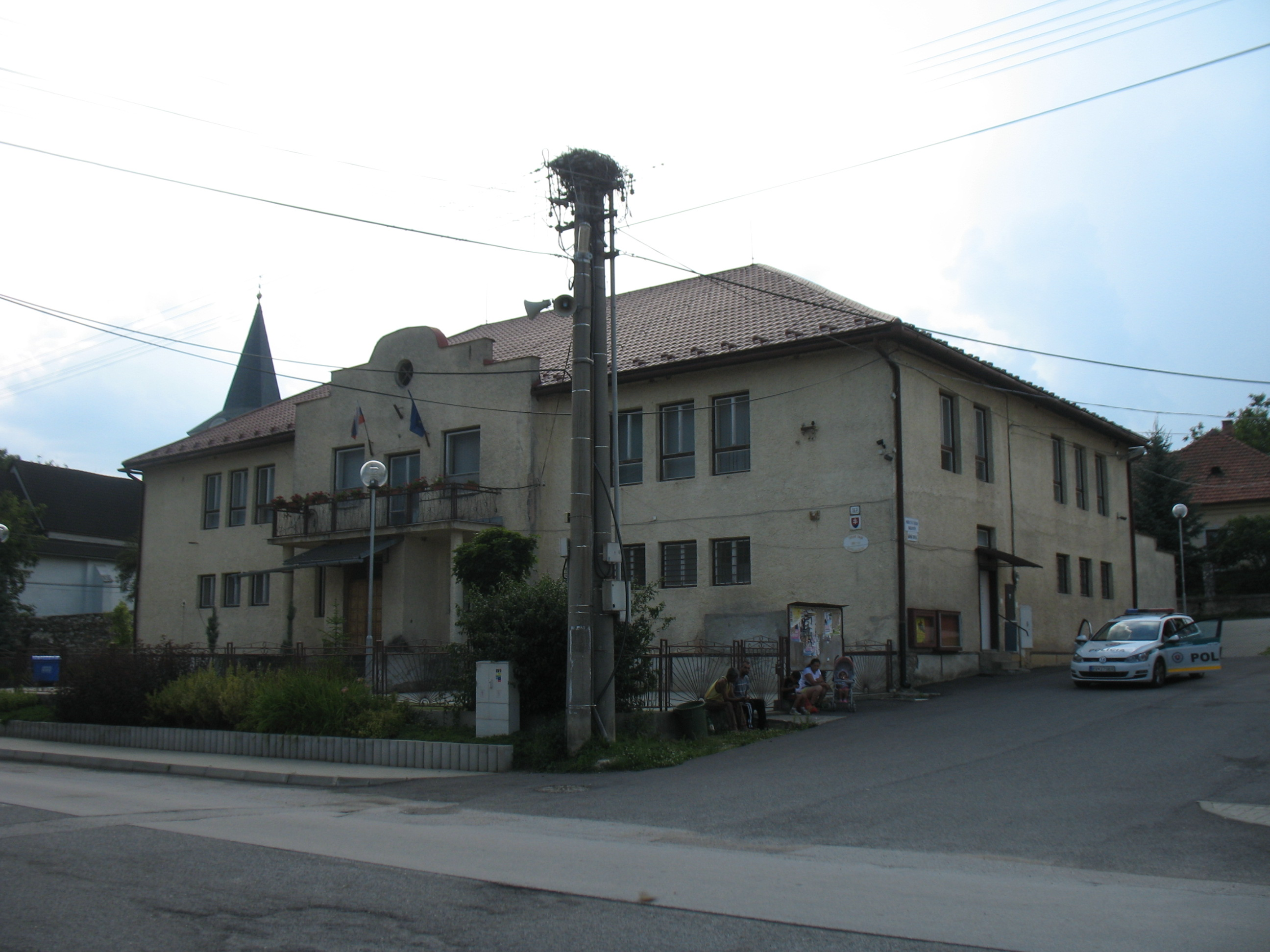
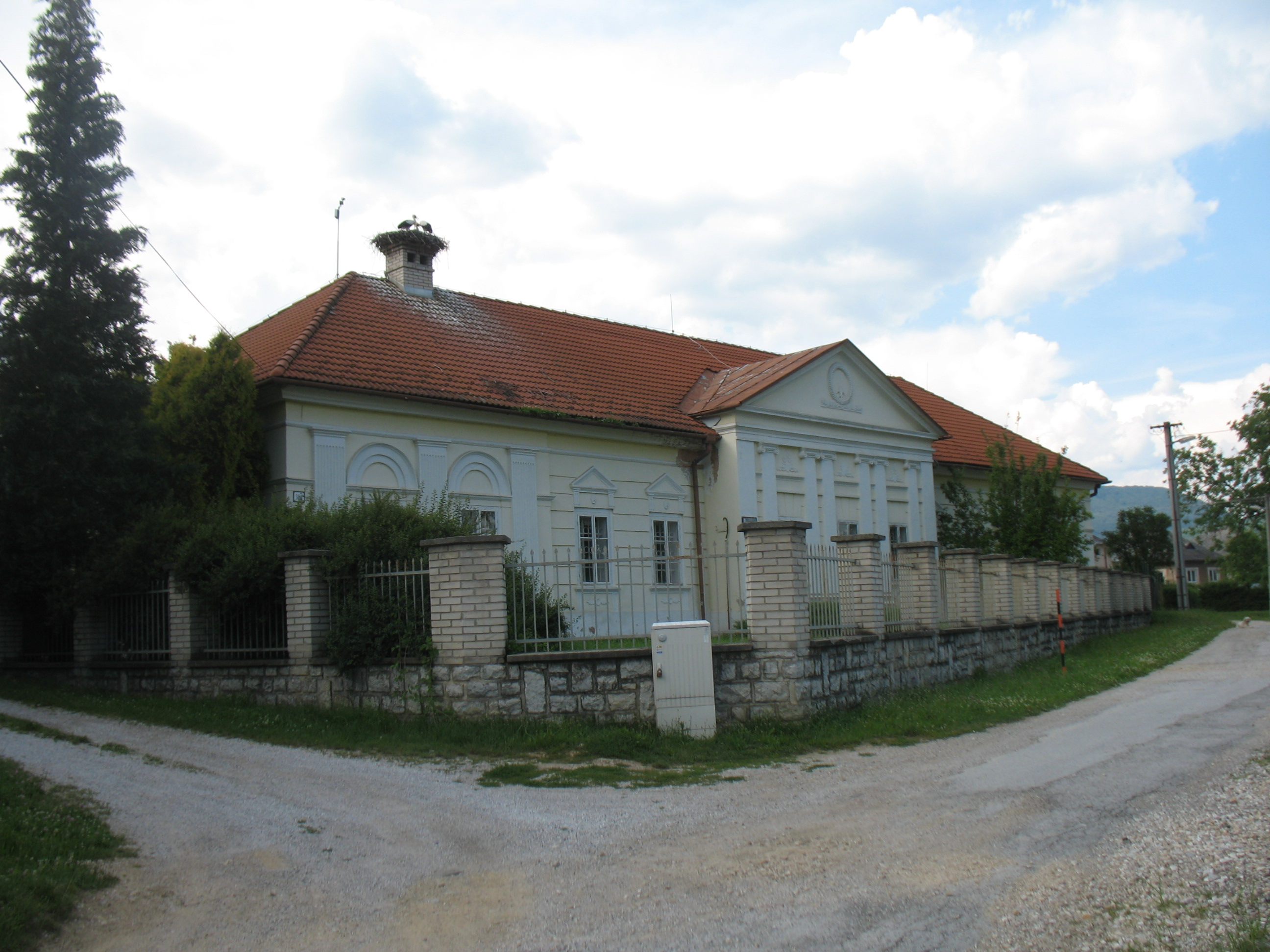
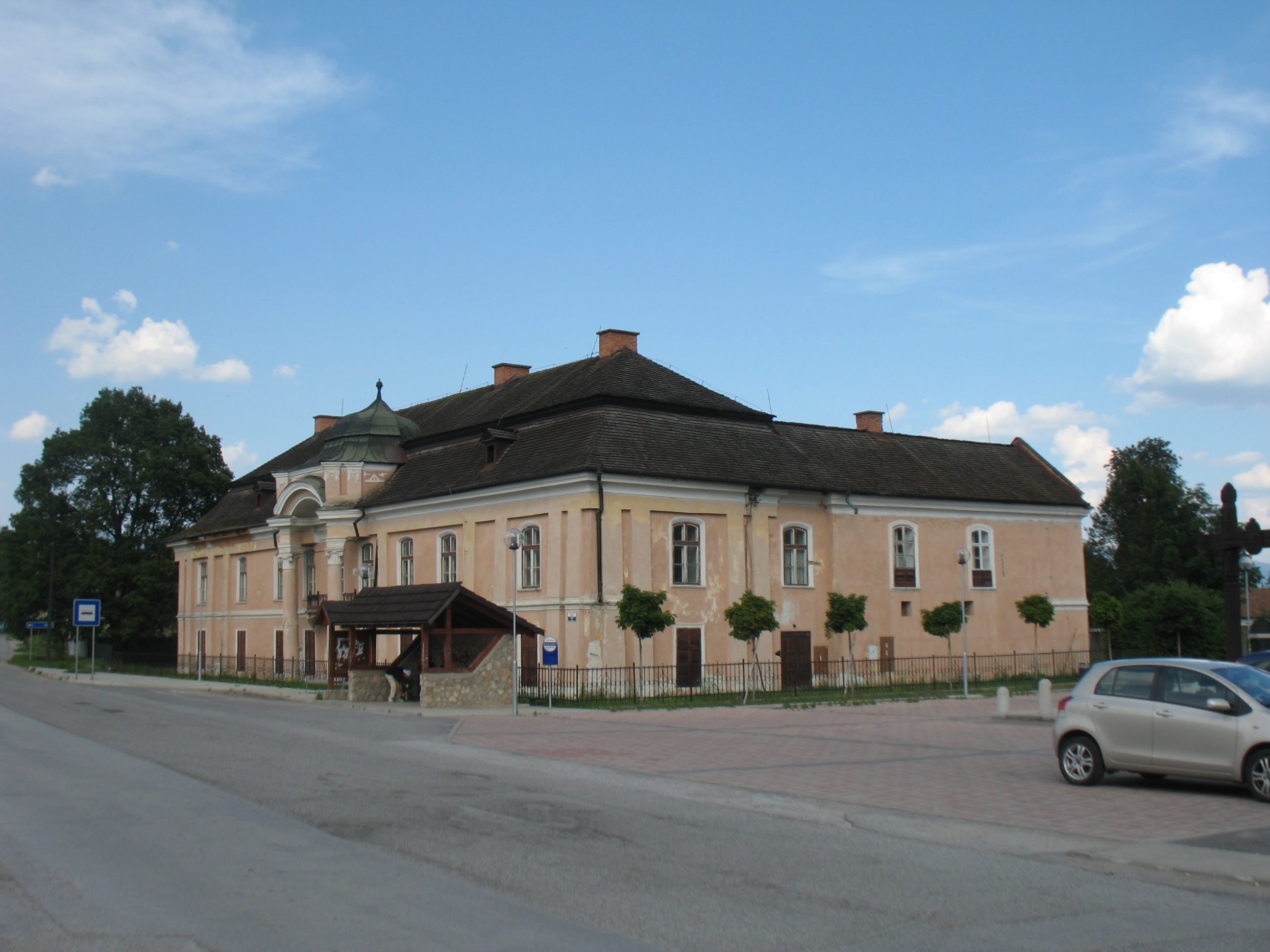
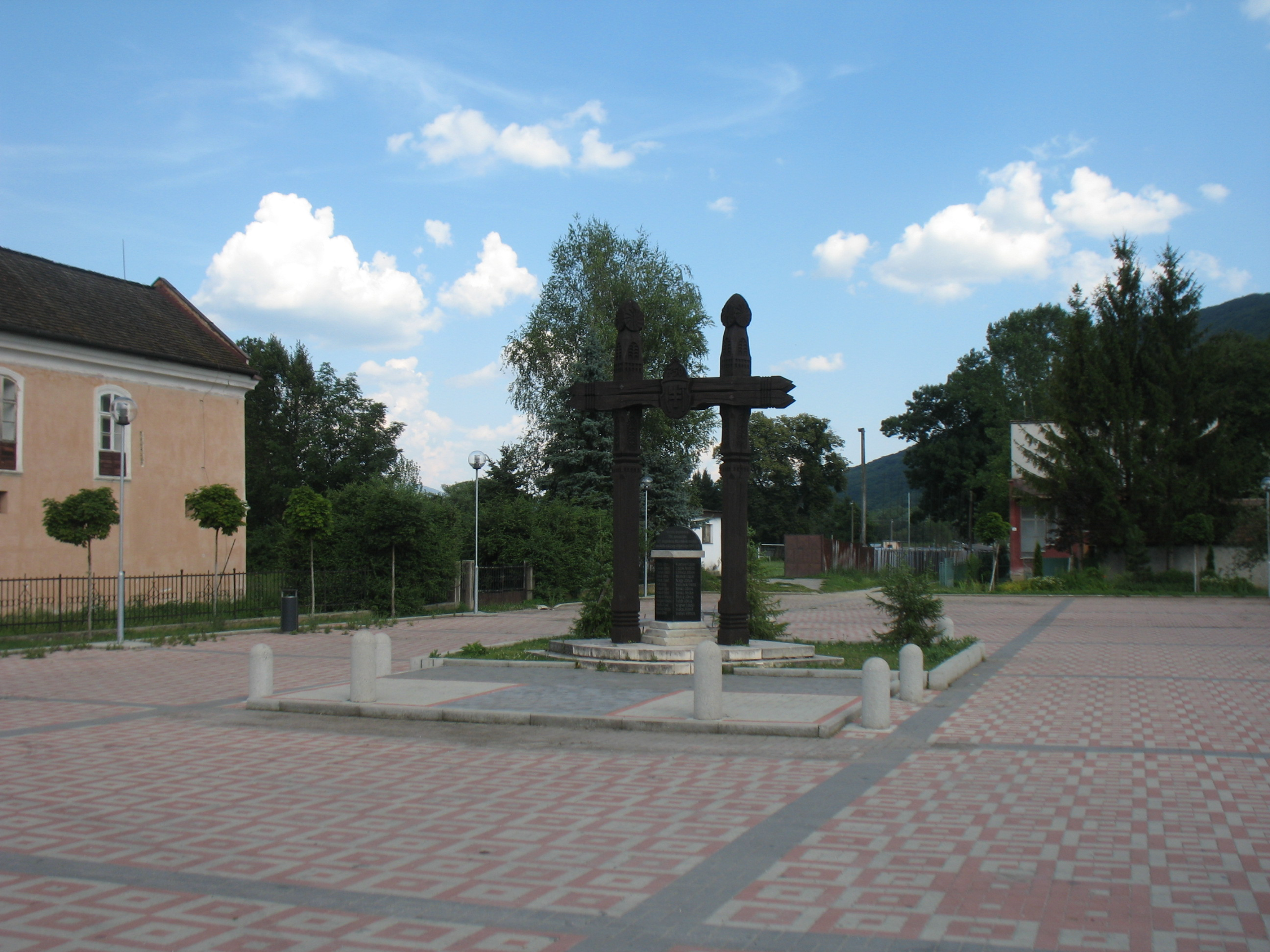
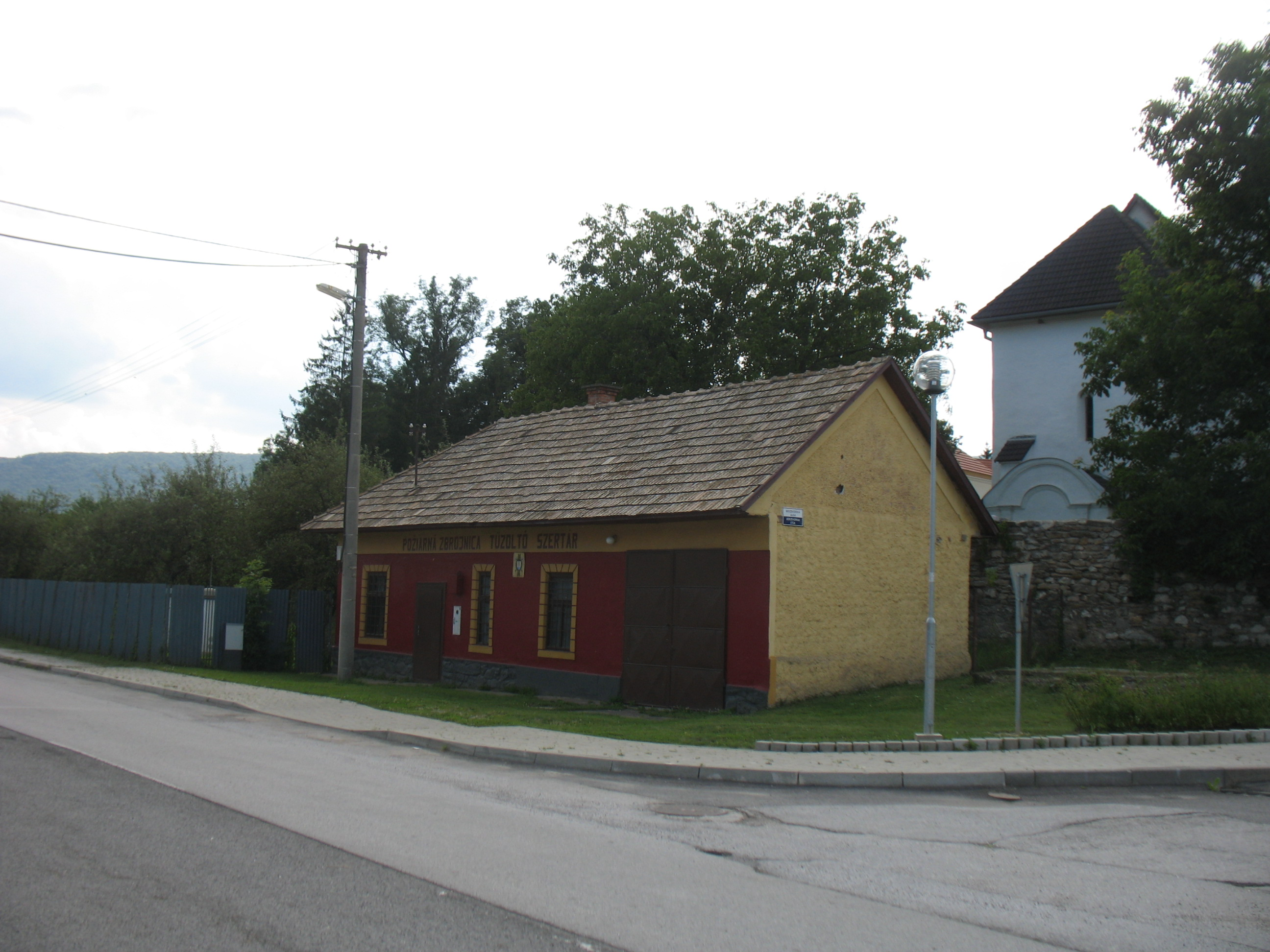

- A vár romjai a falu mellett emelkedő magaslaton láthatók.
- Református temploma a 13. században épült, a 14. és 15. században átépítették. 1723-ban és 1806-ban bővítették. A templomot védőfal övezi. Mellette áll az egykori kegyúr Máriássy-család sírboltja.
- Római katolikus templomát Szent Anna tiszteletére szentelték. 1803-ban készült későbarokk stílusban, főoltára a 18. századból való.
- Barokk kastélya 1729-ben épült.
- Klasszicista kúriái 1780-ban, 1836-ban és 1837-ben épültek.
- 1880-ban épített kúriáját később iskolává alakították át.

## Neves személyek
- Itt született 1818-ban Gállfy-Gállik András magyar honvédszázados, amerikai őrnagy.
- Itt született 1822-ben Apostol József királyi törvényszéki bíró, újságíró.
- Itt született 1824-ben Máriássy Béla birtokos, publicista és országgyűlési képviselő.
- Itt hunyt el 1830-ban Máriássy István királyi tanácsos, alispán.
- Itt hunyt el 1869-ben Maklári Pap Lajos református lelkész.